# ایوکو گانچف
ایوکو گانچف (بلغاری: Ивко Ганчев Иванов؛ زادهٔ ۲۱ ژوئیهٔ ۱۹۶۵) بازیکن سابق فوتبال اهل بلغارستان است.
از باشگاه‌هایی که در آن بازی کرده است می‌توان به باشگاه فوتبال چای‌کار ریزه‌اسپور و باشگاه فوتبال بورسااسپور اشاره کرد.
وی همچنین در تیم ملی فوتبال بلغارستان بازی کرده است.